# Annonsbladet för Vestergötland
Annonsbladet för Vestergötland. Nyhets- och Annonstidning utgiven i Skövde från 2 december 1893 (provnummer) till 28 december 1900.
Den fullständiga titeln för tidningen var Annonsblad för Vestergötland/ Nyhets och annonstidning men tidningen startades med titeln Nya Annonsbladet.

## Redaktion
Utgivningsbevisför tidningen Nya Annonsbladet utfärdades för bokhållaren Ernst Fredrik Thorsander den 11 november 1893. Han erhöll  den 23 november på begäran tillstånd att få titeln ändrad till Annonsbladet för Vestergötland. Ansvarig utgivare var bokhållaren Ernst Fredrik Thorsander till tidningens upphörande. Uppgift om redaktör saknas men troligen var ansvarig utgivare också redaktör. Redaktionsort var hela tiden Skövde. Tidning kom ut på fredagar en gång i veckan. Politisk stod tidningen nära lantmannapartiet i riksdagen.

## Tryckning
Tidningen hade fyra sidor och trycktes bara med trycksvärta på satsytan 58x44 cm och 7 spalter omväxlande med 3 spalter på lite mindre format. Det var en dagstidning med antikva som typsnitt hela tiden. Priset var 1,20 kr  först sedan 1 kr om året.
| Period                 | Tryckeri                    | Ort    | Kommentar |
| 1893-12-02--1900-06-01 | Boktryckeribolaget i Sköfde | Skövde |           |
| 1900-06-08--1900-12-28 | Boktryckeriet i Sköfde      | Skövde |           |